# Myles Powell
Myles Blake Powell (Trenton, 7 luglio 1997) è un cestista statunitense.

## Carriera
Con gli Stati Uniti ha disputato i Giochi panamericani di Lima 2019.

## Statistiche

### College
| Anno      | Squadra            | PG  | PT | MP   | TC%  | 3P%  | TL%  | RP  | AP  | PRP | SP  | PP   |
| --------- | ------------------ | --- | -- | ---- | ---- | ---- | ---- | --- | --- | --- | --- | ---- |
| 2016-2017 | Seton Hall Pirates | 33  | 2  | 23,8 | 39,2 | 33,2 | 81,7 | 2,2 | 0,9 | 0,9 | 0,2 | 10,7 |
| 2017-2018 | Seton Hall Pirates | 34  | 33 | 31,7 | 43,3 | 37,9 | 78,9 | 2,6 | 2,8 | 1,0 | 0,2 | 15,5 |
| 2018-2019 | Seton Hall Pirates | 34  | 34 | 36,0 | 44,7 | 36,3 | 84,0 | 4,0 | 2,9 | 2,0 | 0,2 | 23,1 |
| 2019-2020 | Seton Hall Pirates | 28  | 28 | 31,5 | 39,8 | 30,6 | 79,5 | 4,3 | 2,9 | 1,2 | 0,2 | 21,0 |
| Carriera  | Carriera           | 129 | 97 | 30,8 | 42,1 | 34,6 | 81,4 | 3,3 | 2,3 | 1,3 | 0,2 | 17,5 |

### NBA

#### Regular Season
| Anno      | Squadra            | PG | PT | MP  | TC%  | 3P%  | TL% | RP  | AP  | PRP | SP  | PP  |
| --------- | ------------------ | -- | -- | --- | ---- | ---- | --- | --- | --- | --- | --- | --- |
| 2021-2022 | Philadelphia 76ers | 11 | 0  | 4,7 | 29,4 | 16,7 | 100 | 0,5 | 0,3 | 0,1 | 0,0 | 1,2 |
| Carriera  | Carriera           | 11 | 0  | 4,7 | 29,4 | 16,7 | 100 | 0,5 | 0,3 | 0,1 | 0,0 | 1,2 |

### G League
| Anno      | Squadra         | PG | PT | MP   | TC%  | 3P%  | TL%  | RP  | AP  | PRP | SP  | PP   |
| --------- | --------------- | -- | -- | ---- | ---- | ---- | ---- | --- | --- | --- | --- | ---- |
| 2020-2021 | Westch. Knicks  | 13 | 3  | 28,1 | 44,8 | 44,6 | 81,8 | 3,3 | 4,0 | 1,7 | 0,2 | 17,8 |
| 2021-2022 | Westch. Knicks  | 1  | 1  | 33,5 | 30,0 | 20,0 | 100  | 4,0 | 2,0 | 0,0 | 0,0 | 15,0 |
| 2021-2022 | Del. Blue Coats | 21 | 14 | 25,7 | 46,8 | 39,9 | 91,2 | 4,0 | 3,1 | 1,0 | 0,1 | 21,5 |
| Carriera  | Carriera        | 35 | 18 | 26,8 | 45,5 | 40,7 | 88,8 | 3,8 | 3,4 | 1,3 | 0,2 | 19,9 |

## Palmarès
- Jerry West Award (2020)